# Провадия (железопътна гара)
Железопътна гара Провадия е железопътна гара, обслужваща град Провадия. Разположена е на жп линията София – Варна. Намира се на адрес: ул. „Дунав“ № 39.
Край Провадия преминава първата жп линия в българските земи, свързваща Русе с Варна. Тя е открита на 26 октомври 1866 г.